# NGC 4809
NGC 4809 ist eine 14,0 mag helle irreguläre Galaxie mit ausgedehnten Sternentstehungsgebieten vom Hubble-Typ Im pec im Sternbild der Jungfrau. Sie ist schätzungsweise 38 Millionen Lichtjahre von der Milchstraße entfernt und bildet zusammen mit NGC 4810 eine gravitationelle Doppelgalaxie (Arp 277). Halton Arp gliederte seinen Katalog ungewöhnlicher Galaxien nach rein morphologischen Kriterien in Gruppen. Dieses Galaxienpaar gehört zu der Klasse Wechselwirkender Doppelgalaxien.
Im Jahr 2011 wurde hier die Supernova SN 2011jm beobachtet.
Das Objekt wurde am 18. April 1855 von R. J. Mitchell, einem Assistenten von William Parsons entdeckt.